# 슈텔리호른 (마터탈)
슈텔리호른(독일어: Stellihorn)은 스위스 발레주의 장크트니클라우스 서쪽에 위치한 페나인 알프스의 산이다. 이 산은 투어만탈과 마터탈 사이의 범위에 있는 바르호른의 북쪽에 있다.
슈텔리호른에는 내슈텔리호른(Inners Stellihorn, 3,410m)과 외슈텔리호른(Üssers Stellihorn, 3,405m)이라는 두 개의 정상이 있다.